# إريك جاكسون (راكب الكنو)
إريك جاكسون (بالإنجليزية: Eric Jackson) هو راكب الكنو أمريكي، ولد في 3 مارس 1964.

## وصلات خارجية
- إريك جاكسون على موقع أوليمبيديا (الإنجليزية)